# Acacia conjunctifolia
Acacia conjunctifolia é uma espécie de leguminosa do gênero Acacia, pertencente à família Fabaceae.